# Syntomopus incisoideus
Syntomopus incisoideus är en stekelart som beskrevs av Howard 1897. Syntomopus incisoideus ingår i släktet Syntomopus och familjen puppglanssteklar.
Artens utbredningsområde är Grenada. Inga underarter finns listade i Catalogue of Life.